# اوداوالاوه
اوداوالاوه (به لاتین: Udawalawe) یک منطقهٔ مسکونی در سری‌لانکا است که در ناحیه راتناپورا واقع شده‌است.